# Claude-Marie-Joseph Philippe
Claude-Marie-Joseph Philippe, né le 23 janvier 1761 et mort le 26 janvier 1834 à Annecy, est un avocat et qui fut député au Conseil des Cinq-Cents et représentant à la Chambre des représentants mise en place lors des Cent-Jours pour le département du Mont-Blanc.

## Biographie

### Origine et éducation
Claude-Marie-Joseph Philippe naît le 23 janvier 1761, à Annecy, dans le duché de Savoie,. Il est le fils Joseph-Marie Philippe — notaire et procureur au siège-mage du Genevois, reçu bourgeois d'Annecy, nommé cinq fois syndic de 1772 à 1789 — et de André-Anne Pomel. Il est issu d'une famille bourgeoise, originaire de La Roche, établit sur Annecy dans le courant du XVe siècle. Son frère, François Philippe, né le 20 ou 30 janvier 1774 à Annecy et mort à Menthon le 30 octobre 1803, est un militaire, chef de bataillon, capitaine au 3e bataillon des volontaires du Mont-Blanc en 1793. Son fils, Pierre-Joseph Philippe, deviendra avocat.
Il effectue des études de droit. Il est titré docteur.
Il épouse la veuve du général Badelaune ou Bagdelonne.

### Carrière
Il commence sa carrière d'avocat au barreau d'Annecy. À la suite de l'occupation du duché de Savoie par les troupes révolutionnaires en 1792, il est fait « commissaire du pouvoir exécutif près le tribunal correctionnel ». Il est désigné pour remplacer au Conseil des Cinq-Cents et représenter le Mont-Blanc, le député et avocat François Favre. Il siège du 13 avril au 26 décembre 1799. « Hostile au coup d'État de brumaire, il fut exclu du corps législatif le lendemain, et inscrit pour la déportation. Il réussit à se cacher, et reprit ensuite sa place au barreau d'Annecy ».
Il est aussi député pour le département à la Chambre dite des Cent-Jours, du 11 mai 1815 au 13 juillet 1815.
Claude-Marie-Joseph Philippe meurt à Annecy, le 26 janvier 1834.